# ラサロ・アルメンテロス
ラサロ・ロバーシー・アルメンテロス・アランゴ（Lázaro Robersy Armenteros Arango, 1999年5月22日 - ）は、キューバ・ハバナ出身のプロ野球選手（外野手）。右投右打。MLB・オークランド・アスレチックス傘下所属。

## 経歴

### プロ入り前
2014年にメキシコのシナロア州で行われたWBSC U-15ワールドカップでは、キューバ代表として出場し、優勝に貢献。9試合で打率.463・8打点・3二塁打・5三塁打を放ち、ベストナインに選出された。ただし、同大会以降は複数回に渡って亡命を試みて失敗、強制送還されたため、キューバ政府から制裁を受け、試合には出ていなかった。
2015年5月にハイチに亡命し居住権を確立。12月、翌年1月にドミニカ共和国で公開トライアウトを行うことが報じられ、名前は明かされなかったが日本のある球団も約1500万ドル（約18億円）で獲得を検討していたという。2016年1月12日にアマチュアFA選手となり、7月2日にオークランド・アスレチックスと契約してプロ入りが決まった。

### アスレチックス傘下時代
2017年に傘下のルーキー級ドミニカン・サマーリーグ・アスレチックスでプロデビュー。ルーキー級アリゾナリーグ・アスレチックスでもプレーし、2球団合計で47試合に出場して打率.276、4本塁打、23打点、12盗塁の成績を残した。
2018年は、A級ベロイト・スナッパーズで79試合に出場し、打率.277、8本塁打、39打点、8盗塁の成績を残した。
2019年は、A+級ストックトン・ポーツで126試合に出場し、打率.222、17本塁打、61打点、22盗塁の成績を残した。
2020年は、マイナーリーグが新型コロナウイルスの感染拡大により開催されなかったため、公式戦に出場することはなかった。
2021年は、A級ストックトン・ポーツとA+級ランシング・ラグナッツでプレーし、2球団合計で71試合に出場して打率.259、6本塁打、26打点、21盗塁の成績を残した。

## プレースタイル
パワーとスピードを併せ持ち、キューバン・ブライス・ハーパーの異名をとっている。